# Jasika (Kruševac)
Jasika (Servisch cyrillisch Јасика) is een plaats in de Servische gemeente Kruševac. De plaats telt 2040 inwoners (2002).